# Jelena Proskurakowa
Jelena Borisowna Proskurakowa (* 19. April 1985 in Karakol) ist eine ehemalige kirgisische Judoka.
Die 1,70 m große Proskurakowa war 2004 kirgisische Juniorenmeisterin im Halbschwergewicht. 2007 und 2008 war sie in der Erwachsenenklasse kirgisische Meisterin im Mittelgewicht. Bei den Olympischen Spielen 2008 trat sie im Halbschwergewicht an. In ihrem ersten Kampf unterlag sie der späteren Olympiasiegerin Yang Xiuli aus China durch Ippon nach 52 Sekunden. Im ersten Kampf der Hoffnungsrunde verlor sie gegen die Mongolin Pürewdschargalyn Lchamdegd. 
2009 wechselte Proskurakowa ins Halbmittelgewicht, in dieser Gewichtsklasse war sie von 2009 bis 2011 kirgisische Meisterin. 2011 gelang ihr bei den Asienmeisterschaften mit dem fünften Rang ihre beste internationale Platzierung. Nachdem sie bei den kirgisischen Meisterschaften 2012 nur Zweite wurde, beendete sie ihre internationale Karriere.